# Средно училище „Васил Левски“ (Гълъбово)
Средно училище „Васил Левски“ е гимназия в град Гълъбово, област Стара Загора. Създадена е през 1984 г. Патрон на училището е Васил Левски. То е разположено в квартал „Строител“. През учебната 2023/2024 година в него се обучават 392 деца. От 2003 г. директор на училището е Нели Кючюкова.

## История
Училището е открито на 1 септември 1984 г. Първоначално то се нарича Единно средно политехническо училище (ЕСПУ) „Димо Дичев“, на името на българския политик от БКП – Димо Дичев (1902 – 1982). През 1993 г. за негов патрон е избран Васил Левски и става средно общообразователно училище (СОУ). След промените в закона от 2016 г. е средно училище.